# Rudolf Brazda
Rudolf Brazda (Brossen no lejos de Leipzig, 26 de junio de 1913 - Bantzenheim, 3 de agosto de 2011) fue el último superviviente (conocido) de los que llevaron el triángulo rosa en los campos de concentración nazis, concretamente en el campo de concentración de Buchenwald.

## Biografía
Brazda nació de padres checos que habían inmigrado a Alemania desde el Imperio austrohúngaro. Nació en Meuselwitz, actualmente Brossen, y tuvo que aprender el oficio de techador, puesto que no consiguió el de decorador de escaparates por no ser de nacionalidad alemana. Cuando en 1933 los nazis tomaron el poder, tenía 20 años y acababa de descubrir su homosexualidad. Iba a bailes en Leipzig y conoció a su novio en Meuselwitz. Este vivía subarrendado en casa de una testigo de Jehová y Brazda pronto se trasladó a vivir con él. La dama, que era religiosa estricta, no tenía nada en contra de la relación e incluso les dejó su propio dormitorio.
En algún momento entre marzo de 1933 y septiembre de 1935, la policía echó el ojo a Brazda y finalmente fue denunciado por el artículo 175 del código penal. Al fiscal del estado le contó voluntaria y abiertamente sobre su convivencia y también que no se avergonzaba de ello. El proceso, que se llevó a cabo en el juzgado de primera instancia de Altenburg, levantó un cierto revuelo; un periódico de Meuselwitz, según lo recuerda Brazda, tituló la noticia «Vivían juntos como hombre y mujer». El juzgado no tenía en sus manos mucho más que la declaración de Brazda, por lo que sólo hubiese podido condenarlo si se hubiese demostrado «lujuria contra natura» (sexo anal o intercrural) según la versión del artículo vigente. A pesar de ello, Brazda fue condenado a seis meses de cárcel. Tras su liberación, siguió teniendo el apoyo de su madre, pero como «extranjero con antecedentes» fue expulsado a Checoeslovaquia. Brazda nunca había estado en el país y no hablaba ni checo ni eslovaco.
Brazda se instaló en los Sudetes, en Karlsbad. Allí conoció a su nueva pareja que tenía contactos en el grupo de teatro Fischl-Bühne. Brazda acompañó al grupo, durante esa época actuó en operetas y trabajó de actor y bailarín, siendo su mejor número una imitación de Joséphine Baker.
Tras la anexión en octubre de 1938 de los Sudetes por parte de la Alemania nazi, Brazda se quedó allí. Los judíos del grupo de teatro enseguida fueron detenidos y algo más tarde el mismo Brazda, que fue encerrado en la prisión de Eger. El 8 de agosto de 1942 llegó al campo de concentración de Buchenwald. Allí tuvo que ponerse el triángulo rosa, además de la «T» de checo (Tcheche). Primero tuvo que trabajar en la cantera, un trabajo especialmente duro, en el que muchos encontraban su muerte. Poco después le fue asignada una tarea más ligera en la enfermería y luego en un cuadrilla de construcción como techador, donde las condiciones de trabajo eran considerablemente más fáciles. Allí pasó a ser protegido por un kapo comunista, relación que acabaría siendo amorosa y que salvaría la vida de Brazda. En primavera de 1945 se decidió «evacuar» el campo de concentración de Buchenwald y se envió a los presos en largas marchas que significarían la muerte para muchos de ellos. Brazda, con ayuda de un kapo, pudo esconderse en una pocilga hasta que los americanos liberaron el campo el 11 de abril de 1945.
Tras la Guerra, Brazda se trasladó con otro preso a la patria de este último a Alsacia, en Francia. En 1950, se juntó con Eddi, un suabo del Bánato, que sería su compañero sentimental hasta su muerte en 2003.

## Reconocimiento y homenajes
Durante al inauguración del Monumento a los homosexuales perseguidos por el nazismo el 27 de mayo de 2008, se había dado por supuesto que ya no quedaban supervivientes del triángulo rosa. Gracias a la publicidad que tuvo el evento, la sobrina de Rudolf Brazda entró en contacto con el Lesben- und Schwulenverband in Deutschland (LSVD) y les contó sobre su tío. En consecuencia, Brazda, de 95 años, fue invitado por el LSVD a Berlín para, el 27 de junio de 2008, ser recibido en el ayuntamiento de Berlín por el alcalde Klaus Wowereit y por la noche participar en una discusión sobre la «Historia de la persecución de los homosexuales por los nacionalsocialistas». Al día siguiente, junto con Wowereit y el presidente del parlamento alemán Wolfgang Thierse, participó en la «Conmemoración a las víctimas homosexuales de los nazis» del LSVD y de la fundación Denkmal für die ermordeten Juden Europas («Monumento para los judíos asesinados de Europa»). Por la tarde participó por primera vez en su vida en una manifestación del orgullo gay en la carroza del LSVD, en Berlín.
En 2010, Rudolf y Jean Luc Schwab, su amigo y confidente, han publicado una primera biografía titulada Itinerario de un triangulo rosa. Esta obra es la única que Rudolf ha autentificado y autorizado. Desde octubre de 2011 existe una traducción en castellano.
En 2011 se publicó otra biografía titulada Das Glück kam immer zu mir. Rudolf Brazda: Das Überleben eines Homosexuellen im Dritten Reich («La suerte siempre volvía a mí. Rudolf Brazda: la supervivencia de un homosexual en el Tercer Reich»). Escrita por Alexander Zinn, el autor también tiene en proyecto la realización de un documental.
El 28 de abril de 2011, a sus 97 años, Rudolf Brazda recibió la Legión de Honor, la más importante de las condecoraciones francesas, en un colegio de Puteaux. Después de la ceremonia se dirigió a los alumnos del colegio y contestó algunas preguntas.